# Eichen (Kürten)
Eichen ist ein Wohnplatz in der Gemeinde Kürten im Rheinisch-Bergischen Kreis.

## Lage und Beschreibung
Der Ort liegt im Tal des Olpebachs bei Kaas und Kohlgrube an der Grenze zur Nachbargemeinde Lindlar. Beim Ort befindet sich das Naturschutzgebiet Olpebachtal (GL-016).

## Geschichte
Eichen bei Olpe wurde erstmals im Jahr 1405 als zu den Eychen urkundlich erwähnt. Der Name geht auf die gleichnamige Baumart zurück.
Carl Friedrich von Wiebeking benennt die Hofschaft auf seiner Charte des Herzogthums Berg 1789 als Eichen. Aus ihr geht hervor, dass Eichen zu dieser Zeit Teil der Honschaft Olpe im Kirchspiel Olpe im Landgericht Kürten war.
Unter der französischen Verwaltung zwischen 1806 und 1813 wurde das Amt Steinbach aufgelöst und Eichen wurde politisch der Mairie Olpe im Kanton Wipperfürth  im Arrondissement Elberfeld zugeordnet. 1816 wandelten die Preußen die Mairie zur Bürgermeisterei Olpe im Kreis Wipperfürth. Eichen gehörte zu dieser Zeit zur Gemeinde Olpe.
Der Ort ist auf der Topographischen Aufnahme der Rheinlande von 1824 und auf der Preußischen Uraufnahme von 1840 als Eichen verzeichnet. Ab der Preußischen Neuaufnahme von 1892 ist er auf Messtischblättern regelmäßig als Eichen verzeichnet.
1822 lebten 21 Menschen im als Hof kategorisierten und Eichen bezeichneten Ort. 1830 hatte der Ort 22 Einwohner. Der 1845 laut der Uebersicht des Regierungs-Bezirks Cöln als Hof kategorisierte Ort besaß zu dieser Zeit vier Wohnhäuser. Zu dieser Zeit lebten 18 Einwohner im Ort, davon alle katholischen Bekenntnisses. Die Gemeinde- und Gutbezirksstatistik der Rheinprovinz führt Eichen 1871 mit drei Wohnhäusern und 17 Einwohnern auf. Im Gemeindelexikon für die Provinz Rheinland von 1888 werden drei Wohnhäuser mit 22 Einwohnern angegeben. 1895 hatte der Ort drei Wohnhäuser und 14 Einwohner. 1905 besaß der Ort drei Wohnhäuser und 20 Einwohner und gehörte konfessionell zum katholischen Kirchspiel Olpe.
1927 wurden die Bürgermeisterei Olpe in das Amt Olpe überführt. In der Weimarer Republik wurden 1929 die Ämter Kürten mit den Gemeinden Kürten und Bechen und Olpe mit den Gemeinden Olpe und Wipperfeld zum Amt Kürten zusammengelegt. Der Kreis Wipperfürth ging am 1. Oktober 1932 in den Rheinisch-Bergischen Kreis mit Sitz in Bergisch Gladbach auf.
1975 entstand aufgrund des Köln-Gesetzes die heutige Gemeinde Kürten, zu der neben den Ämtern Kürten, Bechen und Olpe ein Teilgebiet der Stadt Bensberg mit Dürscheid und den umliegenden Gebieten kam.